# Pleuropugnoides
Pleuropugnoides is een geslacht van uitgestorven brachiopoden, dat leefde tijdens het Carboon.

## Beschrijving
Deze anderhalve centimeter lange brachiopode kenmerkt zich door de praktisch driehoekige schelp met een kleppensculptuur die is samengesteld uit scherpe straalsgewijze geplaatste costae. De achterkant van de steelklep is bol, terwijl de voorkant hol is, met een diepe sulcus (verdiept gedeelte van het buitenoppervlak). De bolvormige armklep heeft aan de voorzijde een brede plooi. De lijn waarlangs de kleppen op elkaar aansloten, is ter hoogte van deze plooi sterk gegolfd. Dit dier was een rifbewoner.